# Cyclocardia borealis
Cyclocardia borealis är en musselart som först beskrevs av Conrad 1831.  Cyclocardia borealis ingår i släktet Cyclocardia och familjen Carditidae. Inga underarter finns listade i Catalogue of Life.